# József Bozsik
József Bozsik (Kispest, 28 de novembro de 1925 — Budapest, 31 de maio de 1978) foi um futebolista da Hungria.
Bozsik celebrizou-se como um dos coadjuvantes da Seleção Húngara que assombrou o mundo esportivo na primeira metade da década de 1950, e do Honvéd, o melhor time do mundo na época e base do selecionado. Além disso, era também deputado da Assembleia Nacional Húngara.
Bozsik detinha o recorde de mais partidas pela Hungria, 101 partidas, mas foi superado por Gabor Kiraly, que passou ter 108 partidas quando participou da Eurocopa de 2016.

## Carreira

### Honvéd
József Bozsik nasceu em Kispest, atualmente um distrito de Budapeste. Sua avó lhe deu o apelido de "Cucu". Ele cresceu jogando futebol nos times locais de Kispest. Aos 11 anos de idade, chamou a atenção do Budapest Honvéd FC e assinou um contrato com o time juvenil do clube. Em 1943, ele fez sua estreia no time principal contra o Vasas SC. 
Bozsik passou toda a carreira no Honvéd, desde que o clube ainda chamava-se Kispest, sendo colega de Ferenc Puskás, que ingressou na equipe principal do Kispest dois anos depois de Bozsik. A mudança de nome veio em 1949, quando a equipe tornou-se do Exército, em uma reforma dirigida pelo vice-ministro dos esportes, Gusztáv Sebes. Até então mediana, o Honvéd tornou-se um dos mais fortes times do país, recebendo vários craques recrutados por Sebes, dentre eles Gyula Grosics, László Budai, Sándor Kocsis e Zoltán Czibor.
Os títulos que o Kispest nunca conquistara não demorariam a chegar após a transformação. Bozsik faturou os campeonatos húngaros em 1950, 1952, 1954 e 1955. Ele foi um dos que acabaram continuando no clube após os meses em que o time ficou exilado no biênio 1956-1957: o Honvéd estava na Espanha para enfrentar o Athletic Bilbao  pela Copa dos Campeões da UEFA quando a Revolução Húngara de 1956, movimento de ampla adesão popular que lutava contra a excessiva influência soviética, foi reprimida pelo Pacto de Varsóvia.
Na ocasião, os jogadores decidiram não voltar, tendo de enfrentar o Athletic, no jogo de volta, em Bruxelas. Depois, a equipe realizou amistosos pelo mundo, chegando a vir para o Brasil, onde jogou contra Flamengo e Botafogo. Após muita negociação - a FIFA, pressionada pela Federação Húngara, proibiu os jogadores de atuarem partidas oficiais por outras equipes -, Bozsik esteve entre os que aceitaram regressar à Hungria.
Bozsik jogou pelo Budapest Honvéd FC por 20 temporadas. Ele jogou ao lado de seu irmão István, o goleiro, por algumas temporadas. Com o Honvéd, ele conquistou cinco títulos nacionais. Bozsik se aposentou da equipe em 1962. Mais tarde, tornou-se membro da diretoria e foi treinador do clube em 1966-1967.

## Seleção Húngara
A primeira partida de Bozsik pela Hungria realizou-se em 1947. O país, porém, decidiu não participar das eliminatórias para a Copa do Mundo de 1950, juntamente com os demais comunistas do Leste Europeu, com exceção da Iugoslávia.
Cinco anos após seu debute, Bozsik ganhava a medalha de ouro nos Jogos Olímpicos de Verão de 1952 com a Hungria. 

### Copa do Mundo de 1954
Os húngaros chegaram até a final após uma campanha brilhante. Bozsik atuou em todos os cinco jogos da campanha húngara. Bozsik foi expulso nas quartas de final contra o Brasil, na partida conhecida como Batalha de Berna. Mesmo assim enfrentou o Uruguai nas semifinais. Na ausência de Ferenc Puskás, Bozsik foi o capitão da equipe nos jogos contra Brasil e Uruguai. Bozsik foi titular também na Final da Copa do Mundo FIFA de 1954, quando os húngaros, favoritos, foram surpreendidos e terminaram com o vice-campeonato.

### Copa do Mundo de 1958
Quatro anos depois, Bozsik disputava a Copa do Mundo de 1958 como um dos titulares remanescentes de 1954, ao lado de Gyula Grosics, László Budai e Nándor Hidegkuti. Bozsik marcou seu primeiro (e único) gol em Copas, na estreia contra o País de Gales. 
No jogo seguinte, a Hungria enfrentou a anfitriã Suécia. Bozsik foi escalado no meio-de-campo, em uma posição mais avançada.
A partir daquela partida, o técnico Lajos Baróti, para o espanto geral, decidira não escalar mais Bozsik e Hidegkuti juntos: Hidegkuti não jogou contra a Suécia, voltou contra o México (contra quem Bozsik não jogou) e novamente saiu para a volta de Bozsik no play-off, em que os magiares voltaram a enfrentar Gales e foram desclassificados.
Apesar de continuar jogando pela Hungria até 1962, Bozsik acabou não incluído entre os convocados para a Copa do Mundo naquele ano.

## Estilo de Jogo
Em seu auge, Bozsik foi considerado um dos melhores Meio-campista do mundo, com boa técnica, talento, senso tático, precisão nos passes e criatividade, embora sofresse com a falta de velocidade. Ele era frequentemente usado como volante armador na frente da defesa, onde sua capacidade de desarme também era útil. Ele é considerado um dos maiores jogadores de futebol húngaros.
Segundo Niccolo Mello: "Ele ditava o ritmo, recuperava bolas, se inseria na zona de gol. Um meio-campista extraordinariamente completo.". Para Juan Alberto Schiaffino: "A chave é o volante Bozsik. Não sei o que acontecerá a esse team o dia em que Bozsik encontre quem o anule".  Matt Busby: "Na minha opinião, a estrela do team foi o center half Bozsik, apesar dos elogios feitos a Ferenc Puskás e Sándor Kocsis. Bozsik começava, invariavelmente, todos os lances de ataque com uma precisão matemática.".
De acordo com Willy Meisl, Bozsik era "o Ernst Ocwirk da Hungria" e fazia lembrar que "o passe preciso é o fundamento do football". 

## Vida pessoal
Em 1953, Bozsik foi "eleito" membro do parlamento pelo partido comunista húngaro, que o havia colocado na lista devido à popularidade da equipe nacional de futebol. Ele foi destituído de seu cargo em 1957. 
Depois de se aposentar, ele se tornou membro da diretoria do Budapest Honvéd FC. Ele também treinou a equipe por 47 partidas entre janeiro de 1966 e setembro de 1967, após o que retornou ao seu cargo na diretoria. Em 1974, foi escolhido para treinar a Hungria, mas uma doença o forçou a renunciar ao cargo pouco tempo depois.
Bozsik morreu em 1978 de Insuficiência cardíaca aos 52 anos. Mas foi homenageado em 1986, quando o renovado estádio Honvéd foi rebatizado de Estádio József Bozsik.

## Ligações Externas
- Perfil na Sports Reference